# Grand Prix-wegrace van Frankrijk 1995
De Grand Prix-wegrace van Frankrijk 1995 was de achtste race van het wereldkampioenschap wegrace-seizoen 1995. De race werd verreden op 9 juli 1995 op het Circuit Bugatti nabij Le Mans, Frankrijk.

## Uitslag

### 500 cc
| Pos | Rijder               | Constructeur  | Ronden | Tijd        | Grid | Punten |
| --- | -------------------- | ------------- | ------ | ----------- | ---- | ------ |
| 1   | Mick Doohan          | Honda         | 27     | 46:10.991   | 1    | 25     |
| 2   | Luca Cadalora        | Yamaha        | 27     | +21.923     | 9    | 20     |
| 3   | Daryl Beattie        | Suzuki        | 27     | +23.607     | 3    | 16     |
| 4   | Shinichi Ito         | Honda         | 27     | +39.623     | 5    | 13     |
| 5   | Alex Barros          | Honda         | 27     | +51.700     | 10   | 11     |
| 6   | Scott Russell        | Suzuki        | 27     | +1:19.276   | 7    | 10     |
| 7   | Jeremy McWilliams    | Yamaha        | 27     | +1:20.553   | 13   | 9      |
| 8   | Neil Hodgson         | ROC Yamaha    | 27     | +1:32.235   | 12   | 8      |
| 9   | Toshiyuki Arakaki    | Harris Yamaha | 27     | +1:39.228   | 15   | 7      |
| 10  | Laurent Naveau       | Yamaha        | 27     | +1:39.421   | 25   | 6      |
| 11  | Adrien Bosshard      | ROC Yamaha    | 27     | +1:40.461   | 18   | 5      |
| 12  | Frédéric Protat      | ROC Yamaha    | 26     | +1 ronde    | 17   | 4      |
| 13  | Marc Garcia          | ROC Yamaha    | 26     | +1 ronde    | 20   | 3      |
| 14  | Bernard Haenggeli    | ROC Yamaha    | 26     | +1 ronde    | 27   | 2      |
| 15  | Pierre Monneret      | ROC Yamaha    | 26     | +1 ronde    | 28   | 1      |
| 16  | Bruno Bonhuil        | ROC Yamaha    | 26     | +1 ronde    | 23   |        |
| 17  | Scott Gray           | Harris Yamaha | 26     | +1 ronde    | 29   |        |
| DNF | Sean Emmett          | Harris Yamaha |        | Uitgevallen | 21   |        |
| DNF | Marco Papa           | ROC Yamaha    |        | Uitgevallen | 30   |        |
| DNF | Lucio Pedercini      | ROC Yamaha    |        | Uitgevallen | 24   |        |
| DNF | Cristiano Migliorati | Harris Yamaha |        | Uitgevallen | 19   |        |
| DNF | Bernard Garcia       | ROC Yamaha    |        | Uitgevallen | 11   |        |
| DNF | James Haydon         | Harris Yamaha |        | Uitgevallen | 22   |        |
| DNF | Norifumi Abe         | Yamaha        |        | Ongeluk     | 6    |        |
| DNF | Jean-Pierre Jeandat  | Paton         |        | Uitgevallen | 14   |        |
| DNF | Juan Borja           | ROC Yamaha    |        | Uitgevallen | 16   |        |
| DNF | Eugene McManus       | Harris Yamaha |        | Uitgevallen | 26   |        |
| DNF | Loris Reggiani       | Aprilia       |        | Uitgevallen | 8    |        |
| DNF | Àlex Crivillé        | Honda         |        | Ongeluk     | 4    |        |
| DNS | Alberto Puig         | Honda         | 0      | Blessure    | 2    |        |
| DNS | Loris Capirossi      | Honda         | 0      | Blessure    |      |        |

### 250 cc
| Pos | Rijder                    | Constructeur | Ronden | Tijd        | Grid | Punten |
| --- | ------------------------- | ------------ | ------ | ----------- | ---- | ------ |
| 1   | Ralf Waldmann             | Honda        | 25     | 43:39.063   | 3    | 25     |
| 2   | Max Biaggi                | Aprilia      | 25     | +0.551      | 1    | 20     |
| 3   | Tadayuki Okada            | Honda        | 25     | +7.175      | 7    | 16     |
| 4   | Carlos Checa              | Honda        | 25     | +12.907     | 6    | 13     |
| 5   | Tetsuya Harada            | Yamaha       | 25     | +25.999     | 15   | 11     |
| 6   | Kenny Roberts jr.         | Yamaha       | 25     | +28.457     | 14   | 10     |
| 7   | Luis d'Antin              | Honda        | 25     | +29.217     | 5    | 9      |
| 8   | Jean-Philippe Ruggia      | Honda        | 25     | +30.108     | 11   | 8      |
| 9   | Olivier Jacque            | Honda        | 25     | +40.453     | 13   | 7      |
| 10  | Eskil Suter               | Aprilia      | 25     | +46.661     | 9    | 6      |
| 11  | Jean-Michel Bayle         | Aprilia      | 25     | +48.237     | 8    | 5      |
| 12  | Jürgen Fuchs              | Honda        | 25     | +48.500     | 12   | 4      |
| 13  | Patrick van den Goorbergh | Aprilia      | 25     | +50.793     | 18   | 3      |
| 14  | Jurgen van den Goorbergh  | Honda        | 25     | +1:00.231   | 16   | 2      |
| 15  | Alessandro Gramigni       | Honda        | 25     | +1:14.121   | 19   | 1      |
| 16  | Adolf Stadler             | Aprilia      | 25     | +1:28.644   | 24   |        |
| 17  | Luis Carlos Maurel        | Honda        | 25     | +1:31.803   | 22   |        |
| 18  | Gregorio Lavilla          | Honda        | 25     | +1:34.599   | 26   |        |
| 19  | Niall Mackenzie           | Aprilia      | 25     | +1:36.137   | 23   |        |
| 20  | Olivier Petrucciani       | Aprilia      | 25     | +1:37.617   | 25   |        |
| 21  | Florian Ferracci          | Aprilia      | 25     | +1:48.209   | 27   |        |
| DNF | Miguel Angel Castilla     | Yamaha       |        | Uitgevallen | 29   |        |
| DNF | Pere Riba                 | Aprilia      |        | Uitgevallen | 28   |        |
| DNF | Sadanori Hikita           | Honda        |        | Uitgevallen | 20   |        |
| DNF | Bernd Kassner             | Aprilia      |        | Uitgevallen | 30   |        |
| DNF | Régis Laconi              | Honda        |        | Uitgevallen | 21   |        |
| DNF | Doriano Romboni           | Honda        |        | Ongeluk     | 2    |        |
| DNF | José Luis Cardoso         | Aprilia      |        | Uitgevallen | 17   |        |
| DNF | Nobuatsu Aoki             | Honda        |        | Ongeluk     | 4    |        |
| DNF | Takeshi Tsujimura         | Honda        |        | Uitgevallen | 10   |        |

### 125 cc
| Pos | Rijder             | Constructeur | Ronden | Tijd        | Grid | Punten |
| --- | ------------------ | ------------ | ------ | ----------- | ---- | ------ |
| 1   | Haruchika Aoki     | Honda        | 23     | 42:52.844   | 1    | 25     |
| 2   | Dirk Raudies       | Honda        | 23     | +1.045      | 5    | 20     |
| 3   | Peter Öttl         | Aprilia      | 23     | +1.652      | 3    | 16     |
| 4   | Akira Saito        | Honda        | 23     | +7.504      | 7    | 13     |
| 5   | Tomomi Manako      | Honda        | 23     | +8.002      | 18   | 11     |
| 6   | Stefano Perugini   | Aprilia      | 23     | +9.559      | 11   | 10     |
| 7   | Emilio Alzamora    | Honda        | 23     | +9.802      | 4    | 9      |
| 8   | Masaki Tokudome    | Aprilia      | 23     | +10.007     | 2    | 8      |
| 9   | Yoshiaki Katoh     | Yamaha       | 23     | +10.524     | 15   | 7      |
| 10  | Herri Torrontegui  | Honda        | 23     | +13.757     | 8    | 6      |
| 11  | Hideyuki Nakajo    | Honda        | 23     | +20.168     | 12   | 5      |
| 12  | Kazuto Sakata      | Aprilia      | 23     | +26.688     | 10   | 4      |
| 13  | Tomoko Igata       | Honda        | 23     | +29.193     | 16   | 3      |
| 14  | Oliver Koch        | Aprilia      | 23     | +32.018     | 23   | 2      |
| 15  | Gabriele Debbia    | Yamaha       | 23     | +32.396     | 14   | 1      |
| 16  | Luigi Ancona       | Honda        | 23     | +32.696     | 20   |        |
| 17  | Manfred Geissler   | Aprilia      | 23     | +41.900     | 24   |        |
| 18  | Vittorio Lopez     | Aprilia      | 23     | +48.524     | 25   |        |
| 19  | Takehiro Yamamoto  | Honda        | 23     | +1:00.308   | 22   |        |
| 20  | Stefan Kurfiss     | Yamaha       | 23     | +1:16.779   | 29   |        |
| 21  | Hiroyuki Kikuchi   | Honda        | 23     | +1:21.616   | 27   |        |
| 22  | Stefano Cruciani   | Aprilia      | 23     | +1:47.262   | 32   |        |
| 23  | Bertrand Stey      | Honda        | 23     | +2:14.284   | 34   |        |
| DNF | Gianluigi Scalvini | Aprilia      |        | Uitgevallen | 6    |        |
| DNF | Yoshiyuki Sugai    | Honda        |        | Uitgevallen | 19   |        |
| DNF | Frédéric Petit     | Honda        |        | Uitgevallen | 28   |        |
| DNF | Massimo d'Agnano   | Aprilia      |        | Uitgevallen | 30   |        |
| DNF | Josep Sardá        | Honda        |        | Uitgevallen | 21   |        |
| DNF | Ken Miyasaka       | Honda        |        | Uitgevallen | 9    |        |
| DNF | Stefan Prein       | Yamaha       |        | Uitgevallen | 26   |        |
| DNF | Cristophe Rochel   | Honda        |        | Uitgevallen | 33   |        |
| DNF | Eric Mizera        | Aprilia      |        | Uitgevallen | 31   |        |
| DNF | Noboru Ueda        | Honda        |        | Uitgevallen | 13   |        |
| DNF | Jorge Martínez     | Yamaha       |        | Uitgevallen | 17   |        |

### Zijspanklasse
| Pos | Rijder             | Bakkenist               | Constructeur  | Punten |
| --- | ------------------ | ----------------------- | ------------- | ------ |
| 1   | Rolf Biland        | Kurt Waltisperg         | LCR-BRM       | 25     |
| 2   | Darren Dixon       | Andy Hetherington       | Windle-ADM    | 20     |
| 3   | Ralph Bohnhorst    | Peter Brown             | LCR-BRM       | 16     |
| 4   | Markus Bösiger     | Jürg Egli               | LCR-ADM       | 13     |
| 5   | Derek Brindley     | Paul Hutchinson         | LCR-Honda     | 11     |
| 6   | Steve Abbott       | Julian Tailford         | Windle-ADM    | 10     |
| 7   | Yoshisada Kumagaya | Trevor Hopkinson        | LCR-Endurance | 9      |
| 8   | Barry Brindley     | Scott Whiteside         | LCR-Yamaha    | 8      |
| 9   | Jukka Lauslehto    | Hannu Metsäranta        | LCR-ADM       | 7      |
| 10  | Billy Gällros      | Peter Berglund          | LCR-NGK       | 6      |
| 11  | Mark Reddington    | Trevor Crone            | LCR-ADM       | 5      |
| 12  | Benny Janssen      | Frans Geurts van Kessel | LCR-Honda     | 4      |
| 13  | Ian Wilford        | Daniel Edwards          | LCR-Honda     | 3      |
| 14  | Markus Meier       | Danny Brühwiler         | LCR-Krauser   | 2      |
| 15  | Martin Whittington | Simon Birkett           | LCR-Krauser   | 1      |

1920 · 1921 · 1922 · 1923 · 1924 · 1925 · 1926 · 1927 · 1928 · 1929 · 1930 · 1931 · 1932 · 1933 · 1935 · 1936 · 1937 · 1938 · 1939 · 1949 · 1951 ·  1953 · 1954 · 1955 · 1958 · 1959 · 1960 · 1961 · 1962 · 1963 · 1964 · 1965 · 1966 · 1967 · 1969 · 1970 · 1972 · 1973 · 1974 · 1975 · 1976 · 1977 · 1978 · 1979 · 1980 · 1981 · 1982 · 1983 · 1984 · 1985 · 1986 · 1987 · 1988 · 1989 · 1990 · 1991 · 1992 · 1994 · 1995 · 1996 · 1997 · 1998 · 1999 · 2000 · 2001 · 2002 · 2003 · 2004 · 2005 · 2006 · 2007 · 2008 · 2009 · 2010 · 2011 · 2012 · 2013 · 2014 · 2015 · 2016 · 2017 · 2018 · 2019 · 2020 · 2021 · 2022 · 2023 · 2024 · 2025